# 蒋建宁
蒋建宁（1963年12月—），中国企业家。

## 生平
蒋于北京师范大学经济系毕业，留校成为团委书记、副总务长、副秘书长。后下海经商，成为北京国安电气公司副总经理、中国人保信托投资公司助理总经理、北京创格科技集团总裁。1997年11月起任中青旅控股股份有限公司首席执行官，此后中青旅进入高速发展期，并成为国内首家A股上市的旅行社。在他任内，他积极推动旅社市场化，发展连锁经营模式。